# Spišské Tomášovce
Spišské Tomášovce es un municipio del distrito de Spišská Nová Ves en la región de Košice, Eslovaquia, con una población estimada, a fines del 2020, de 2146 habitantes. 
Se encuentra ubicado al noroeste de la región, en la sierra del Alto Tatra y la cuenca hidrográfica del río Hernád, y cerca de la frontera con la región de Prešov.

## Demografía
| Año        | 1994 | 2004     | 2014  | 2024     |
| ---------- | ---- | -------- | ----- | -------- |
| Población  | 1316 | 1580     | 1896  | 2241     |
| Diferencia |      | +20,06 % | +20 % | +18,19 % |

| Año        | 2023 | 2024    |
| ---------- | ---- | ------- |
| Población  | 2208 | 2241    |
| Diferencia |      | +1,49 % |